# Eugène Hénard
Eugène Hénard (1849 - 1923) foi um urbanista francês dedicado ao desenvolvimento da cidade de Paris. Formado pelas École des Beaux-Arts em 1880 foi empregado por Paris em 1882. A partir do começo do século XX, dedica-se aos estudos dos problemas urbanos parisienses e publica o Études sur les transformations de Paris ("Estudos sobre a transformação de Paris"), em 1903.  Este estudo traz inúmeras soluções para o desenvolvimento da cidade assim como um estudo comparativo do desenvolvimento de Londres, Moscou, Berlim e a própria Paris. Num período em que muitos urbanistas acreditavam que o desenvolvimento interno das cidades deveria ser abandonado em favor da expansão em direção à periferia, o Estudo de Hénard estabelece o uso de novos instrumentos urbanos para transformar a cidade existente.
Arquiteto e Urbanista a quem Paris deve a perspectiva da avenida Alexandre III, que se divisa da cúpula dos Inválidos. Sem deixar o terreno da técnica, foi sem dúvida o maior urbanista visionário; suas propostas exerceram (ainda que quase nunca seja citado) uma influência prática e teória considerável. Foi o inventor da cidade sobre estacas assentadas em solo artificial, que se começou a construir há alguns anos, além de um teórico do urbanismo subterrâneo. Para romper com a monotonia dos alinhamentos urbanos, propôs a solução de redentes, que Le Corbusier relançou em seguida. Devemos a ele a primeira Teoria geral da Circulação; foi o inventor do cruzamento circular de várias avenidas e da passagem de uma via férrea a nível distinto, duas peças fundamentais da técnica viária atual.